# Bádenas
Bádenas es un municipio y localidad española del noroeste de la provincia de Teruel, en la comunidad autónoma de Aragón. Perteneciente a la comarca del Jiloca, su población asciende a 24 habitantes (INE 2024).

## Geografía

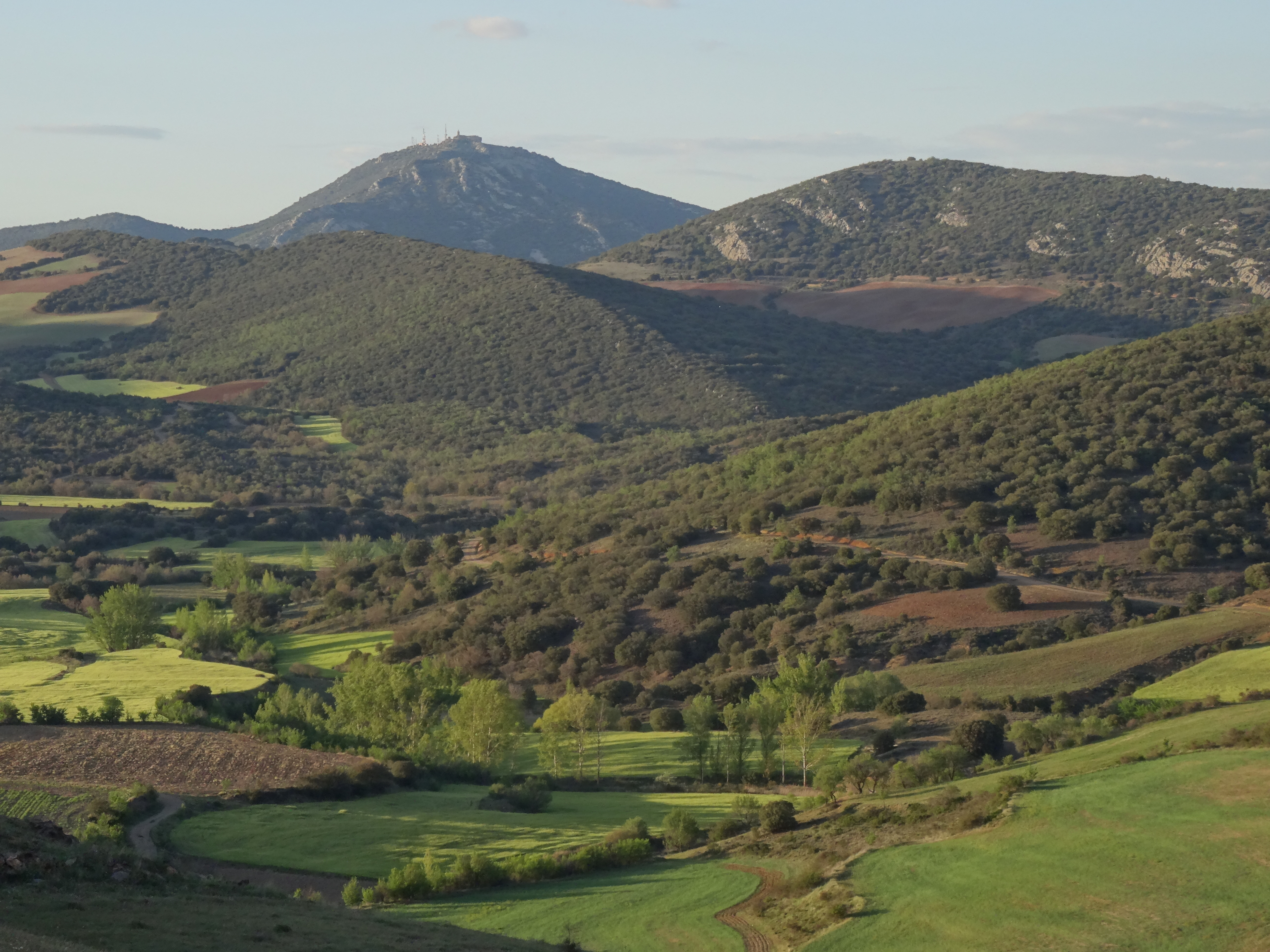
Virgen de Herrera desde Bádenas

La localidad está situada en el Sistema Ibérico, junto al río Cámaras. Perteneciente a la comarca del Jiloca, dista 113 km de Teruel, la capital provincial. El nombre de la localidad en aragonés sería «Badenas».

## Historia
En el año 1248, por privilegio de Jaime I, este lugar se desliga de la dependencia de Daroca, pasando a formar parte de Sesma de Trasierra en la   Comunidad de Aldeas de Daroca, que dependían directamente del rey, perdurando este régimen administrativo hasta la muerte de Fernando VII en 1833, siendo disuelta ya en 1838.
El médico español Nicolás Francisco San Juan y Domingo nació en esta localidad sobre el año 1640.  Escribió una de las primeras topografías médicas, género de gran importancia en la posterior Ilustración española.
Melchor Serrano de San Nicolás (1738-1800), humanista ilustrado, teólogo escolapio, obispo auxiliar y primer rector del Seminario de Valencia, era natural de esta población. Enseñó humanidades, retórica, filosofía y teología en Valencia, Daroca, Zaragoza y Sos.
También natural de esta villa fue Antonio, padre de la heroína María Agustín, que participó durante los sitios de Zaragoza en su defensa contra las tropas napoleónicas.
Otras personalidades nacidas en Bádenas fueron Juan Tomás Durán (siglo XVII, matemáticas), Juan Pablo Sevilla (siglo XIX, medicina) y Emilio Bello Guallar (siglo XX, medicina).

## Demografía
Bádenas cuenta con una población de 24 habitantes (INE 2024).
| Gráfica de evolución demográfica de Bádenas entre 1842 y 2021                                                       |
| |
| Población de derecho según los censos de población del INE Población de hecho según los censos de población del INE |

## Administración y política
| Período   | Alcalde                     | Partido |  |
| --------- | --------------------------- | ------- |  |
| 1979-1983 | Samuel San Miguel Cebollada | UCD     |  |
| 1983-1987 |                             |         |  |
| 1987-1991 |                             |         |  |
| 1991-1995 |                             |         |  |
| 1995-1999 |                             |         |  |
| 1999-2003 |                             |         |  |
| 2003-2007 |                             |         |  |
| 2007-2011 |                             |         |  |
| 2011-2015 | Samuel San Miguel Gurría    | PSOE    |  |

| Partido político    | Partido político                                   | 2003   | 2007   | 2011   | 2015   |
| Partido político    | Partido político                                   | Ediles | Ediles | Ediles | Ediles |
|                     | Partido de los Socialistas de Aragón (PSOE-Aragón) | 1      | 1      | 1      | 1      |
|                     | Partido Popular de Aragón (PP)                     | —      | —      | —      | —      |
| Total de concejales | Total de concejales                                | 1      | 1      | 1      | 1      |

## Monumentos y lugares de interés
- Iglesia parroquial, dedicada a la Asunción fechada en 1958 (de construcción moderna), a destacar su torre.
- Ayuntamiento, un edificio de dos plantas que conserva una lonja de tres arcos.

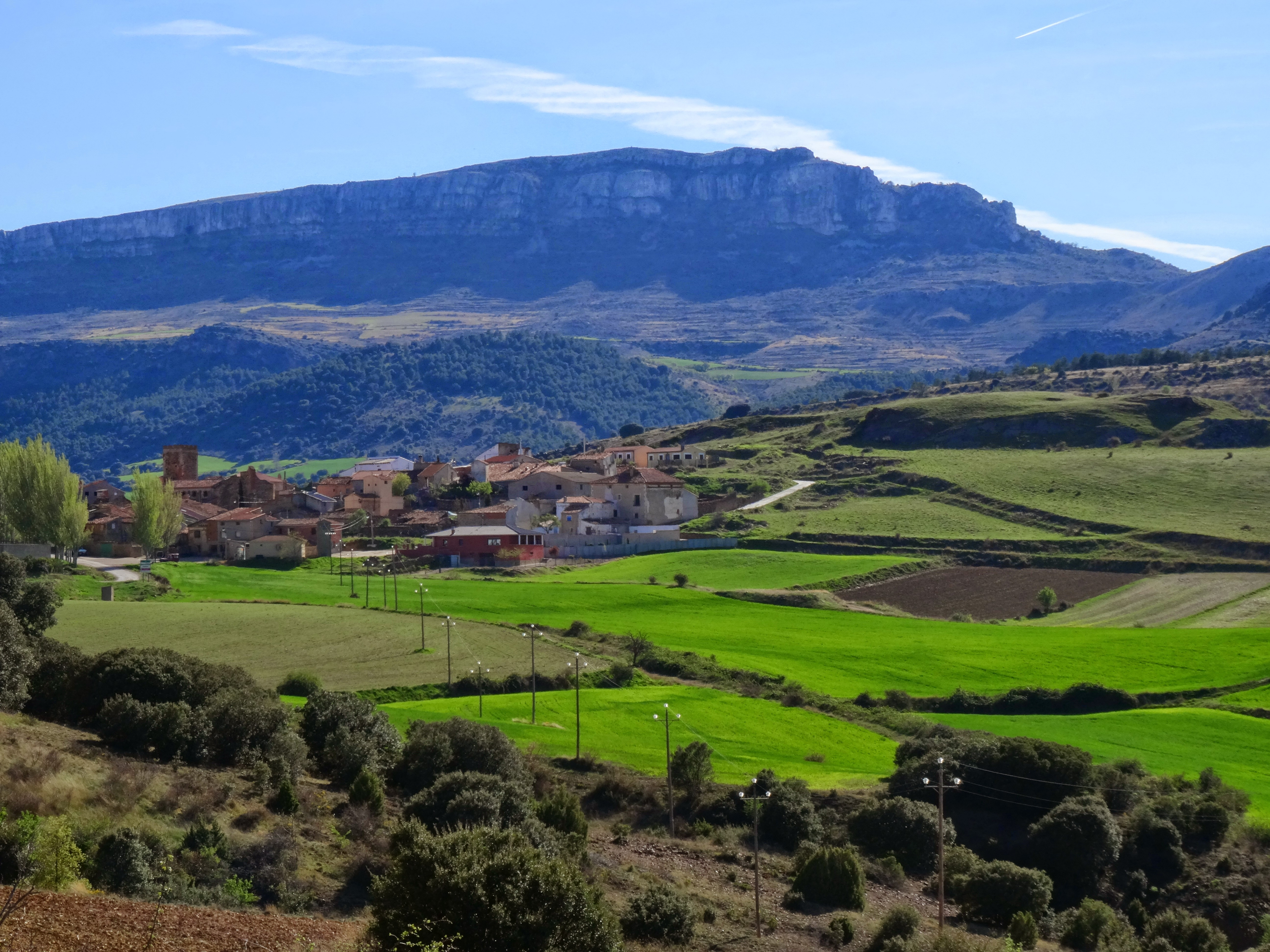
Vista general desde la carretera al llegar a Bádenas
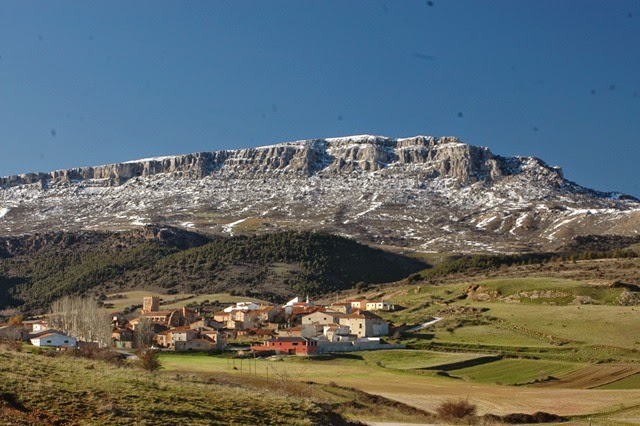
Bádenas en invierno, con la peña del Puerto detrás.
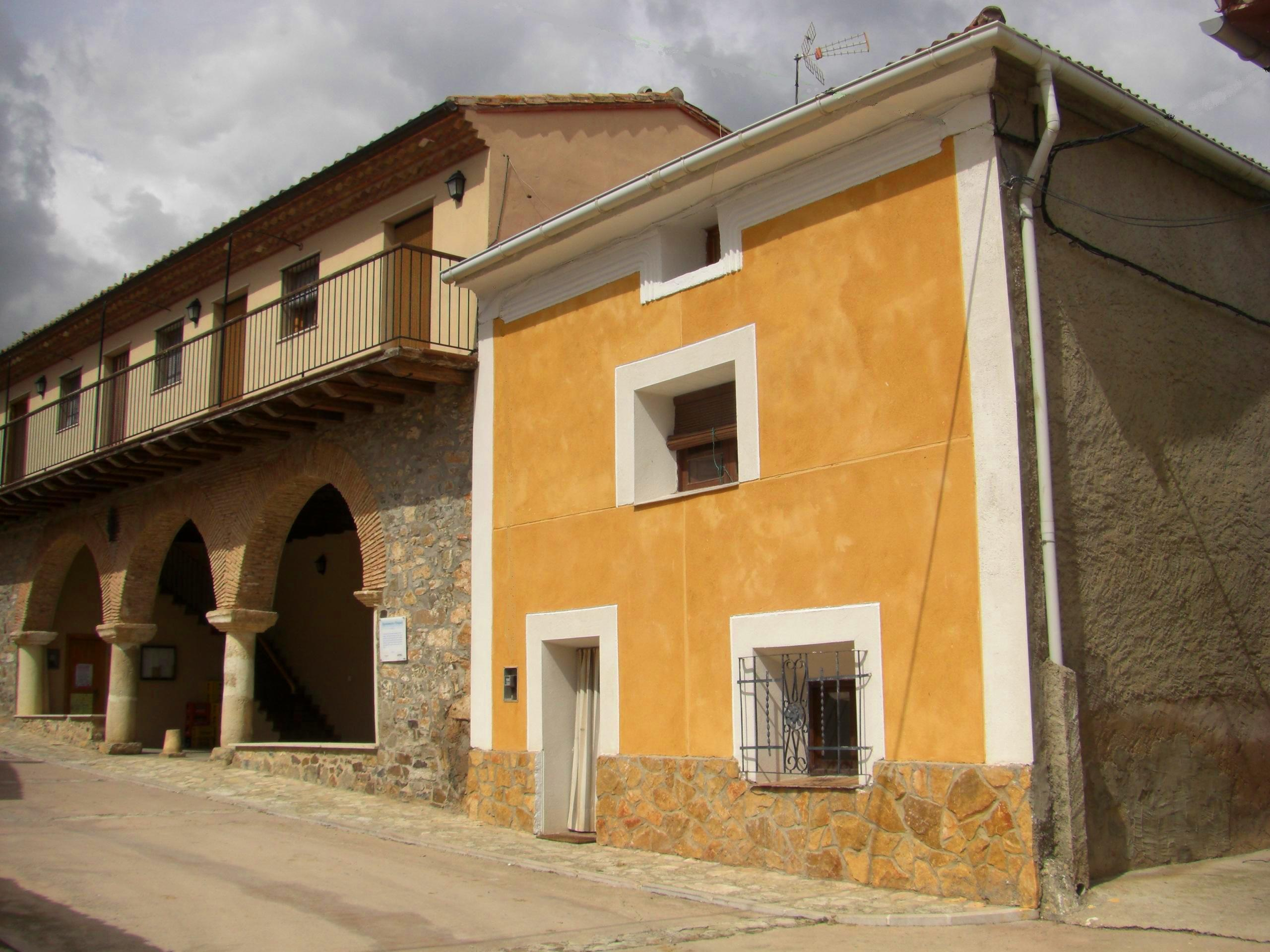
Ayuntamiento de Bádenas
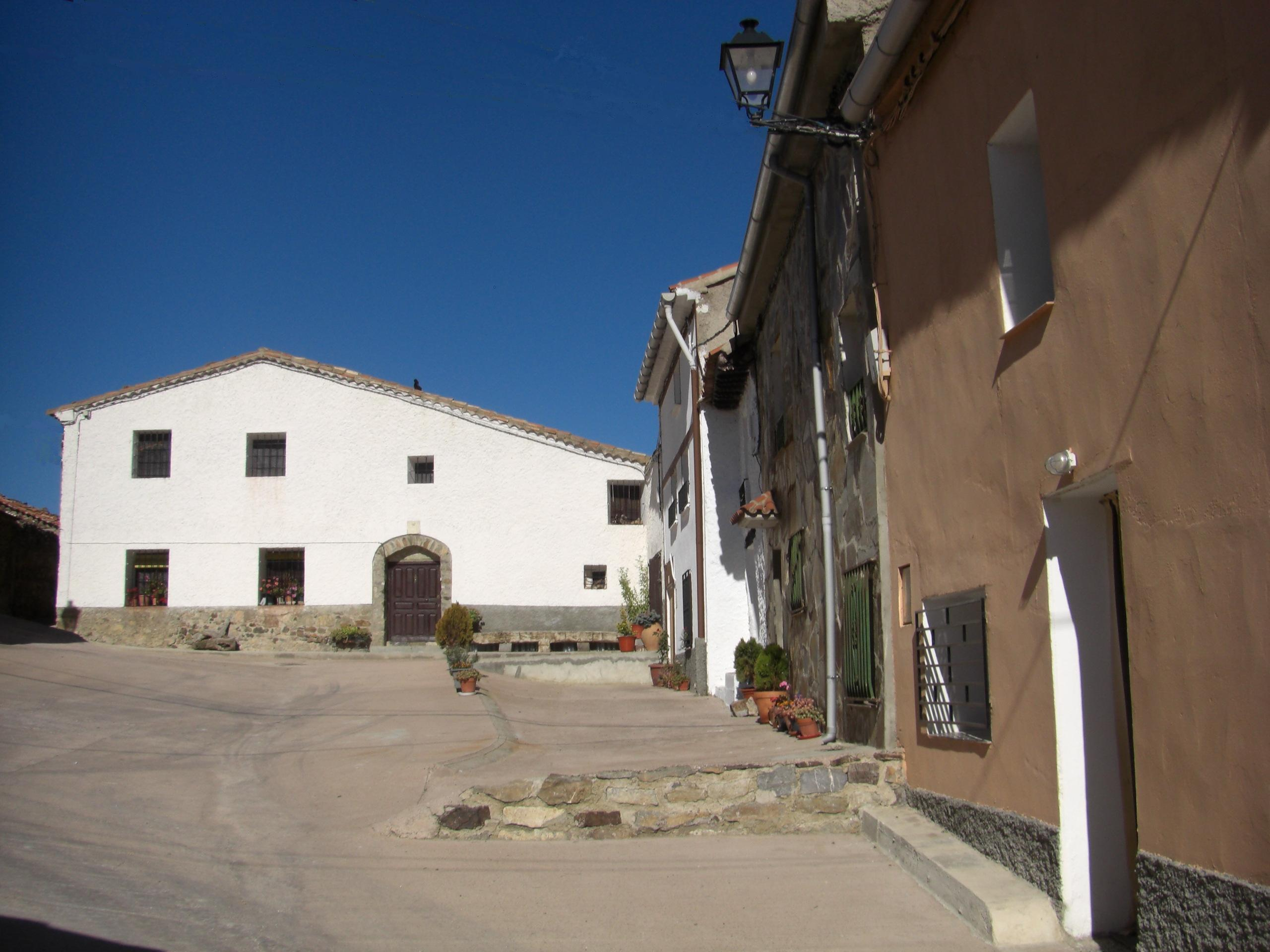
Barrio Alto
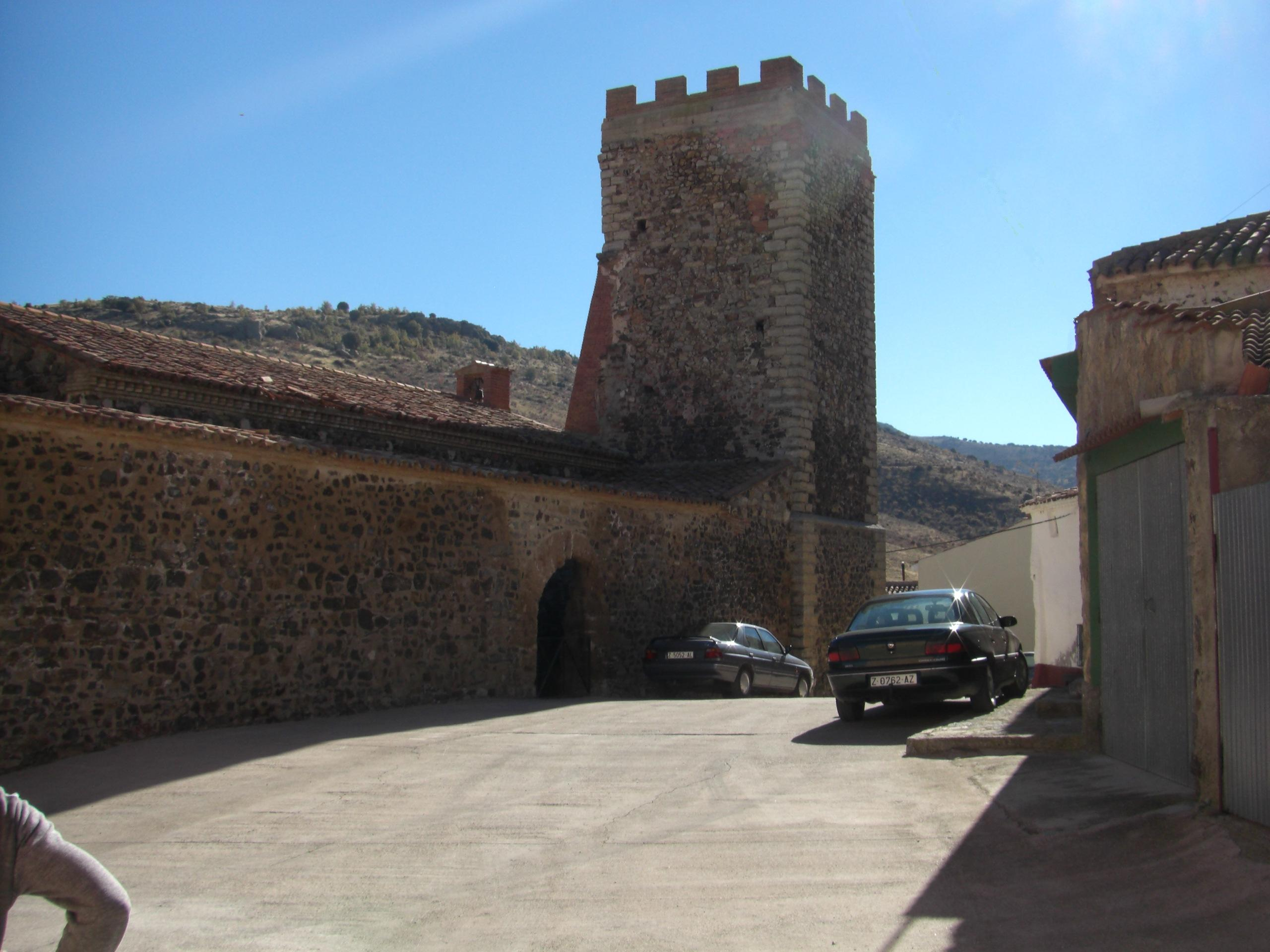
Restos de la torre de la Iglesia
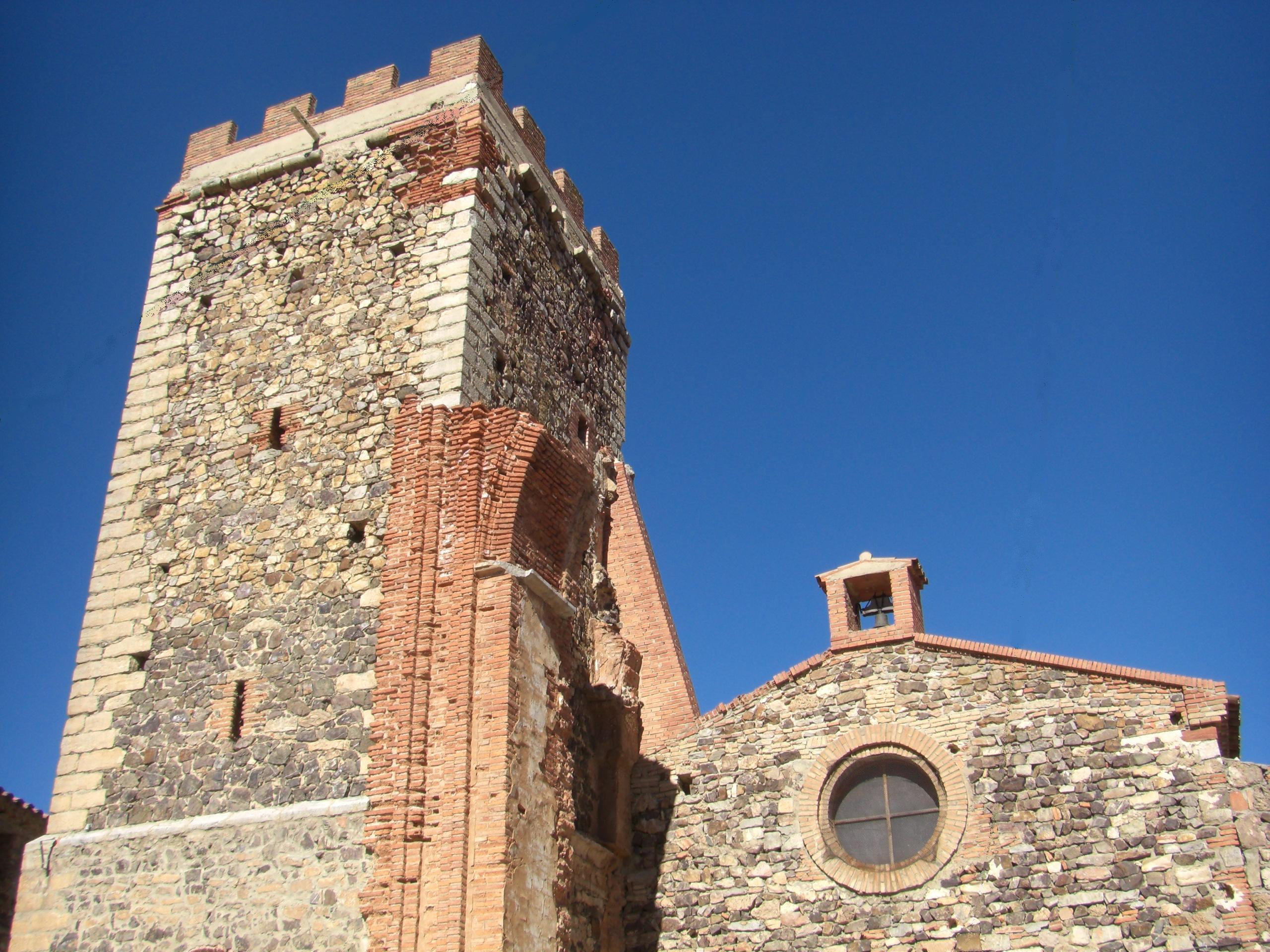
Frontal de la Iglesia
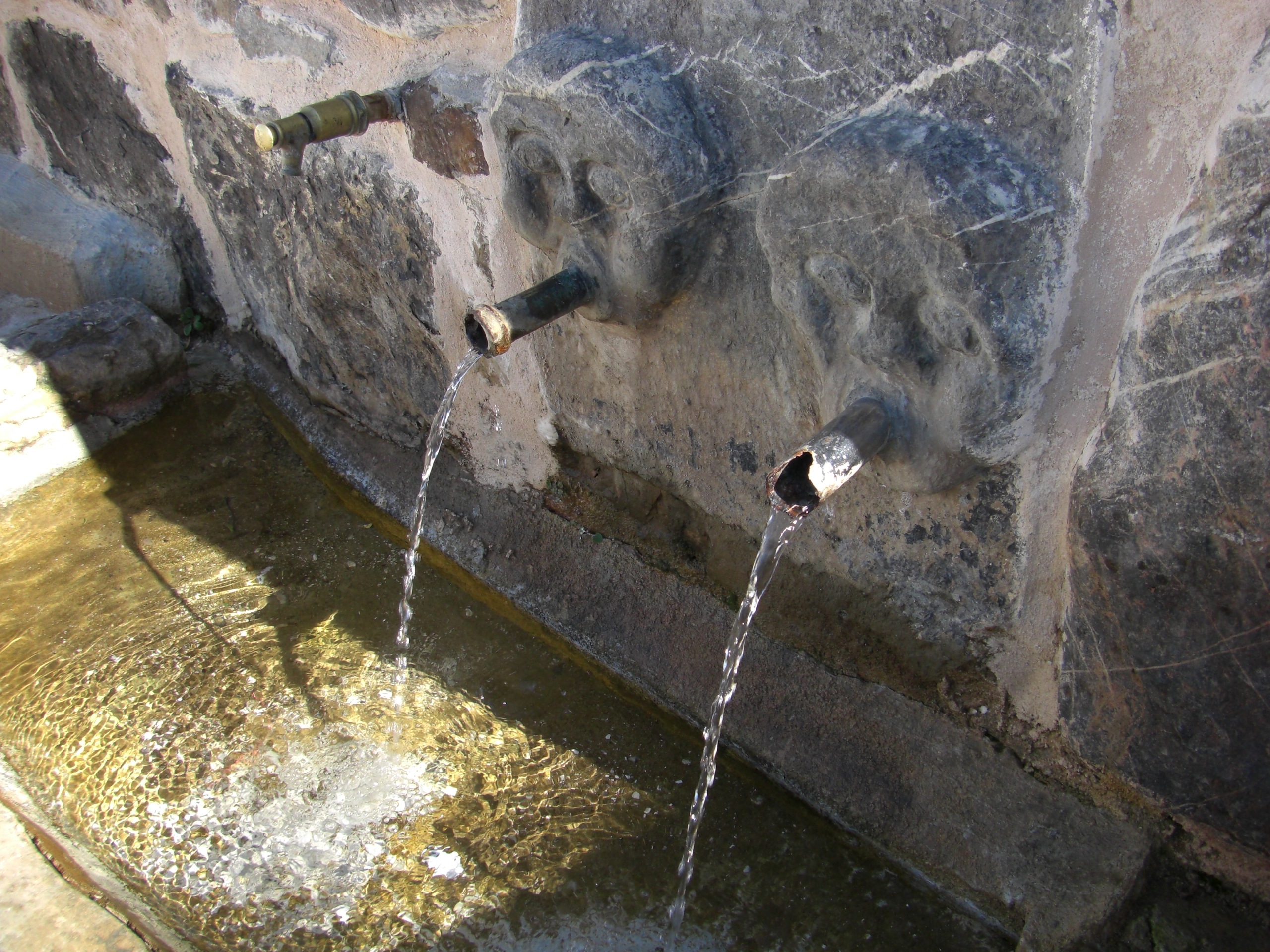
Fuente de Bádenas
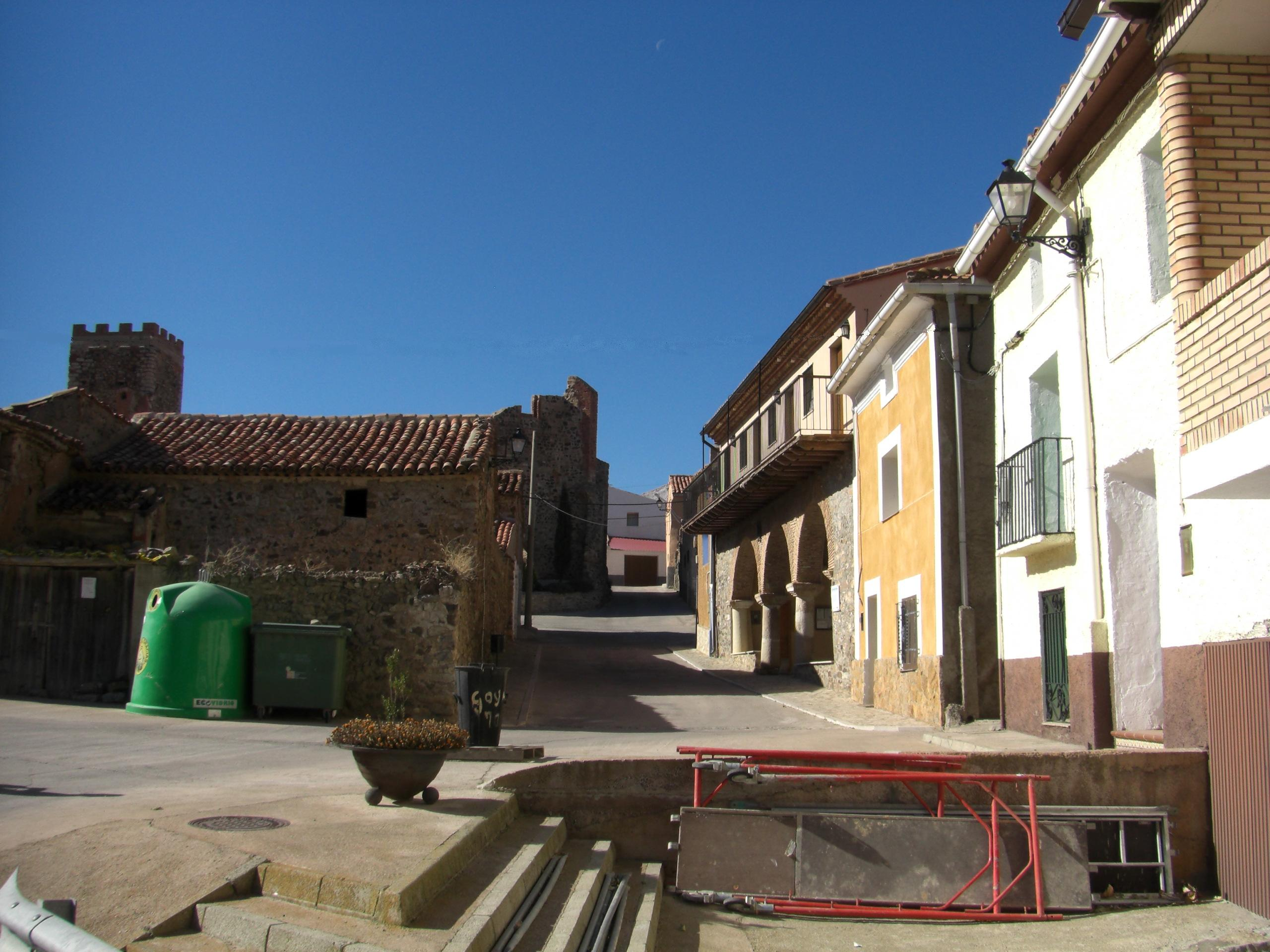
Calle del Ayuntamiento
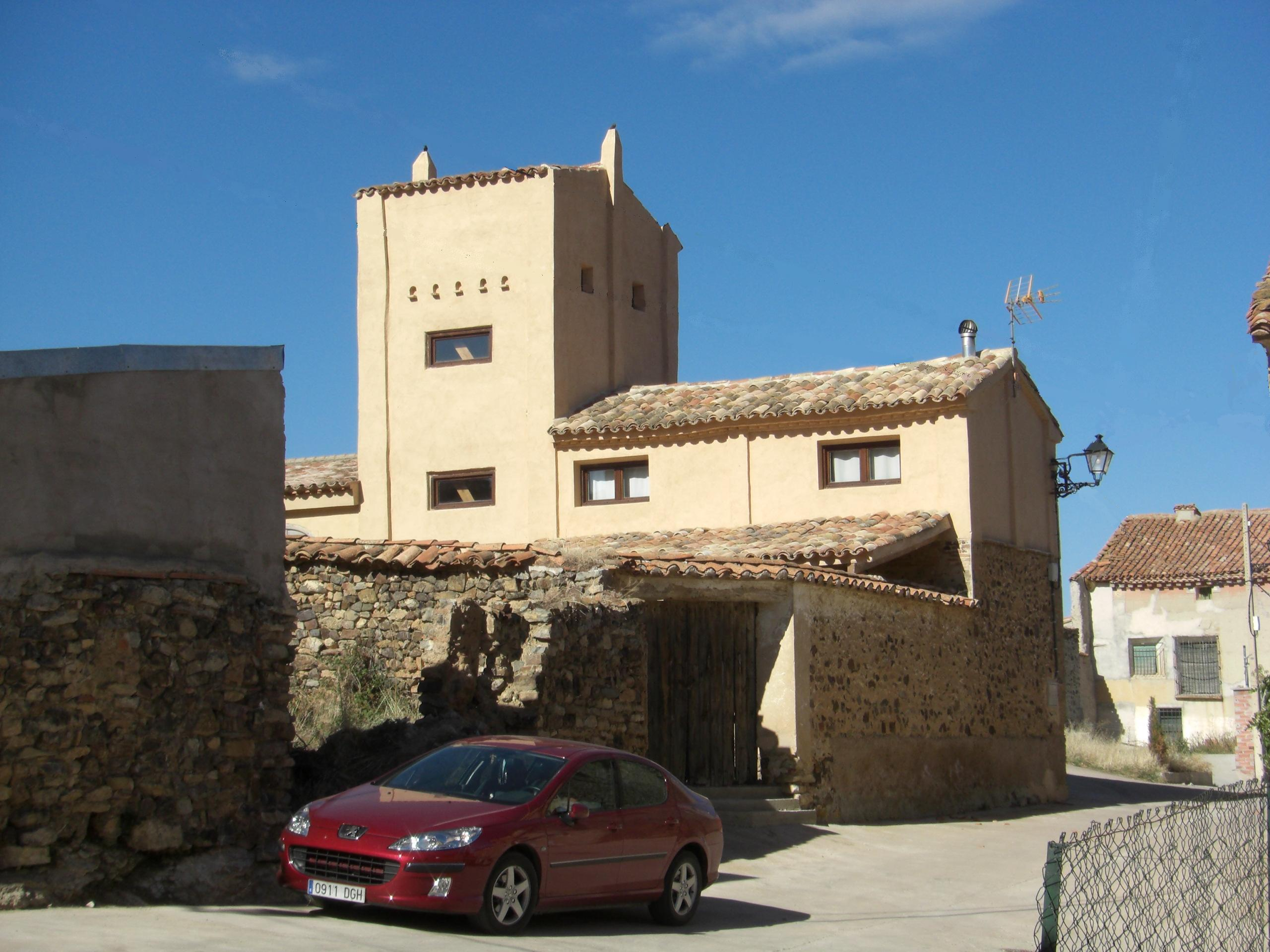
Antiguo palomar en Bádenas
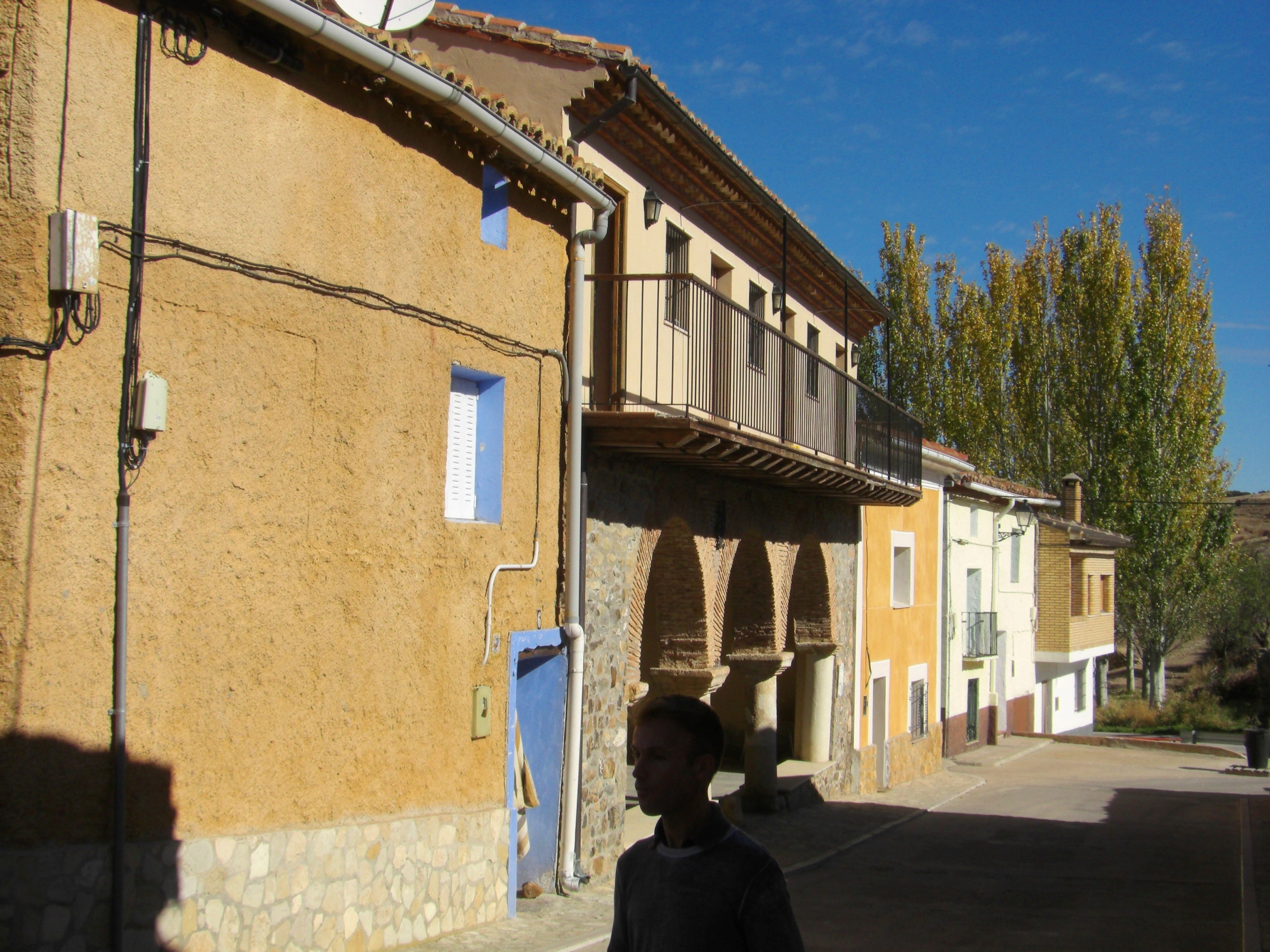
Otra vista del Ayuntamiento
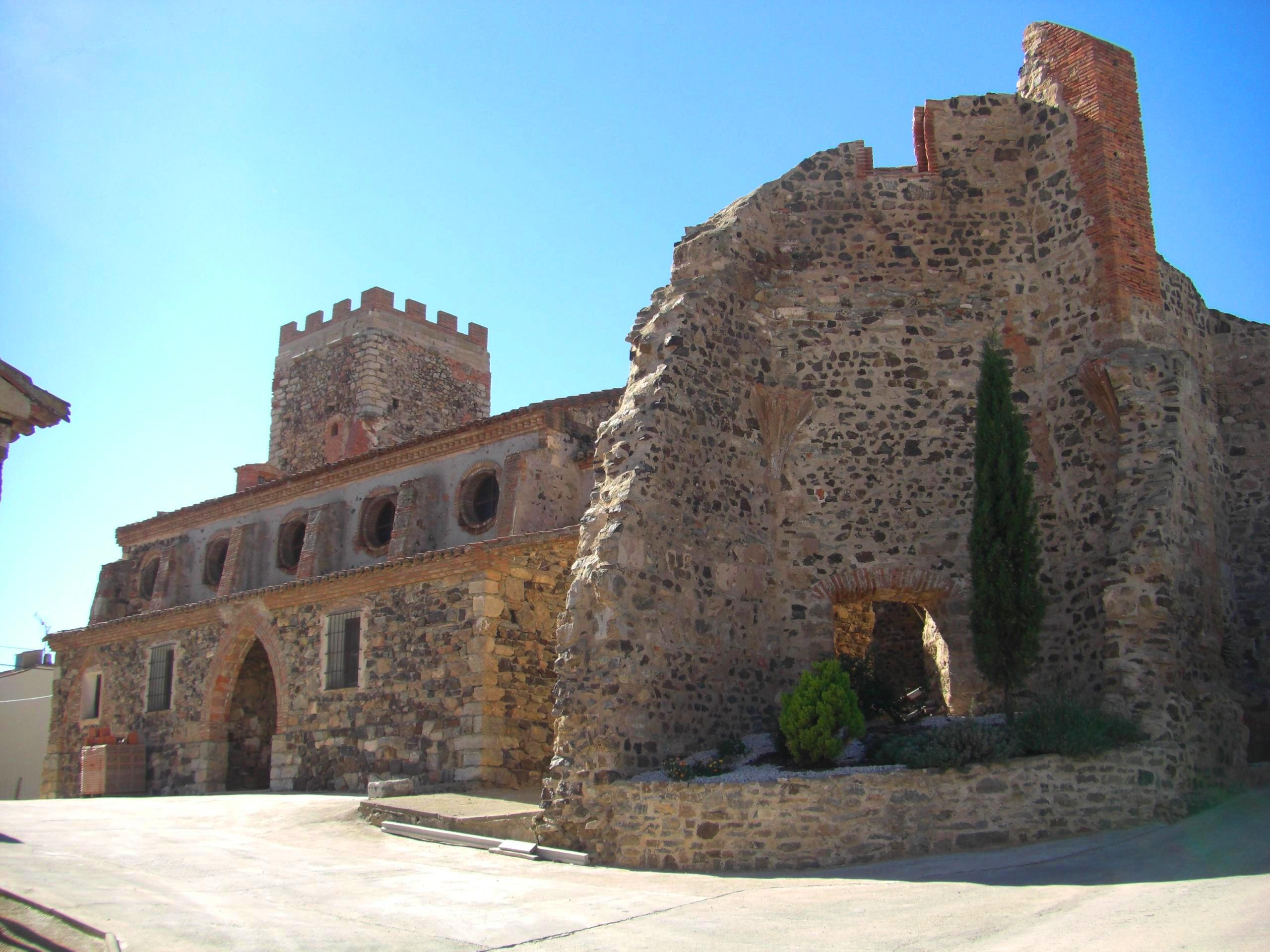
Restos de la antigua iglesia
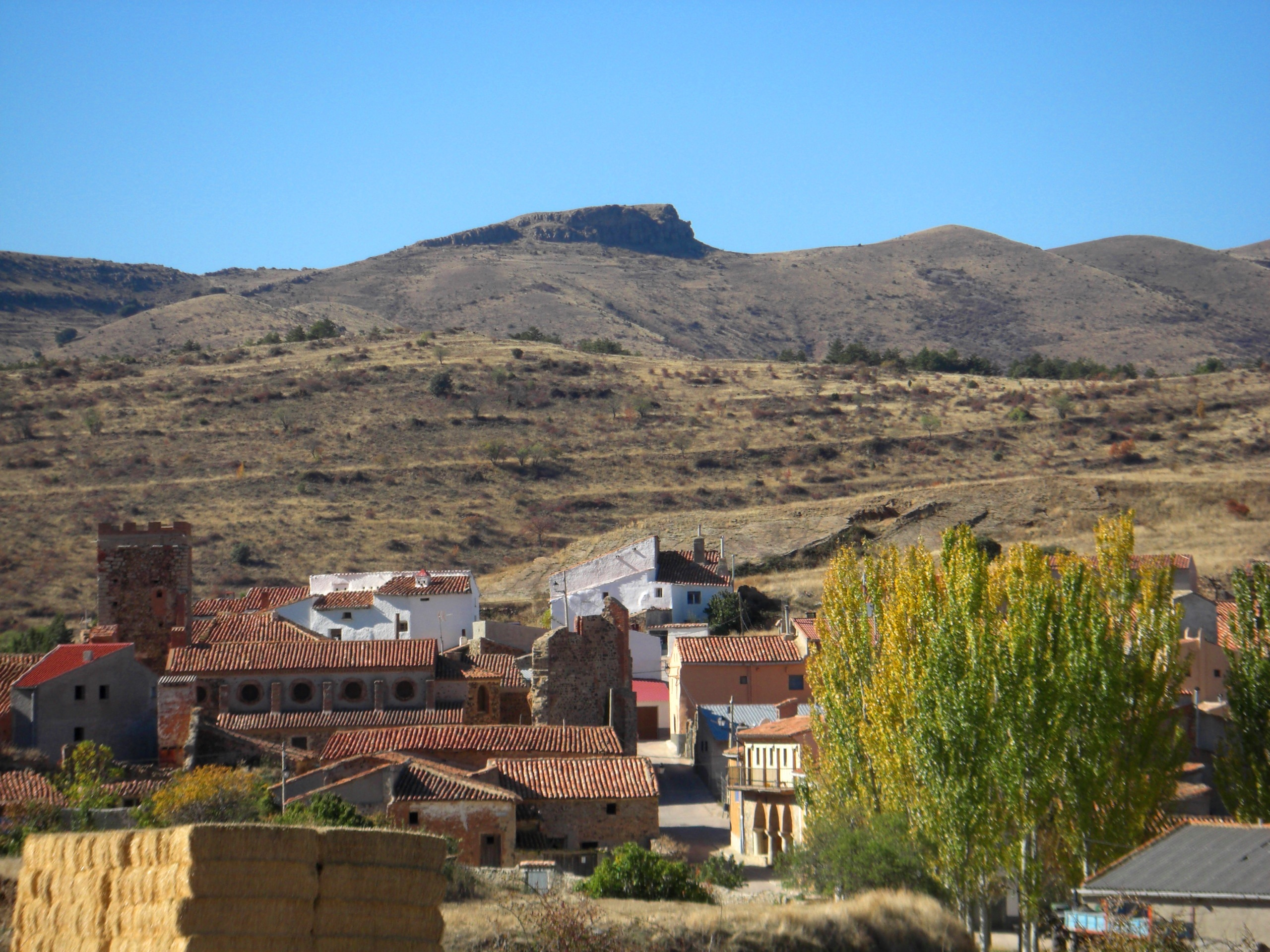
Bádenas
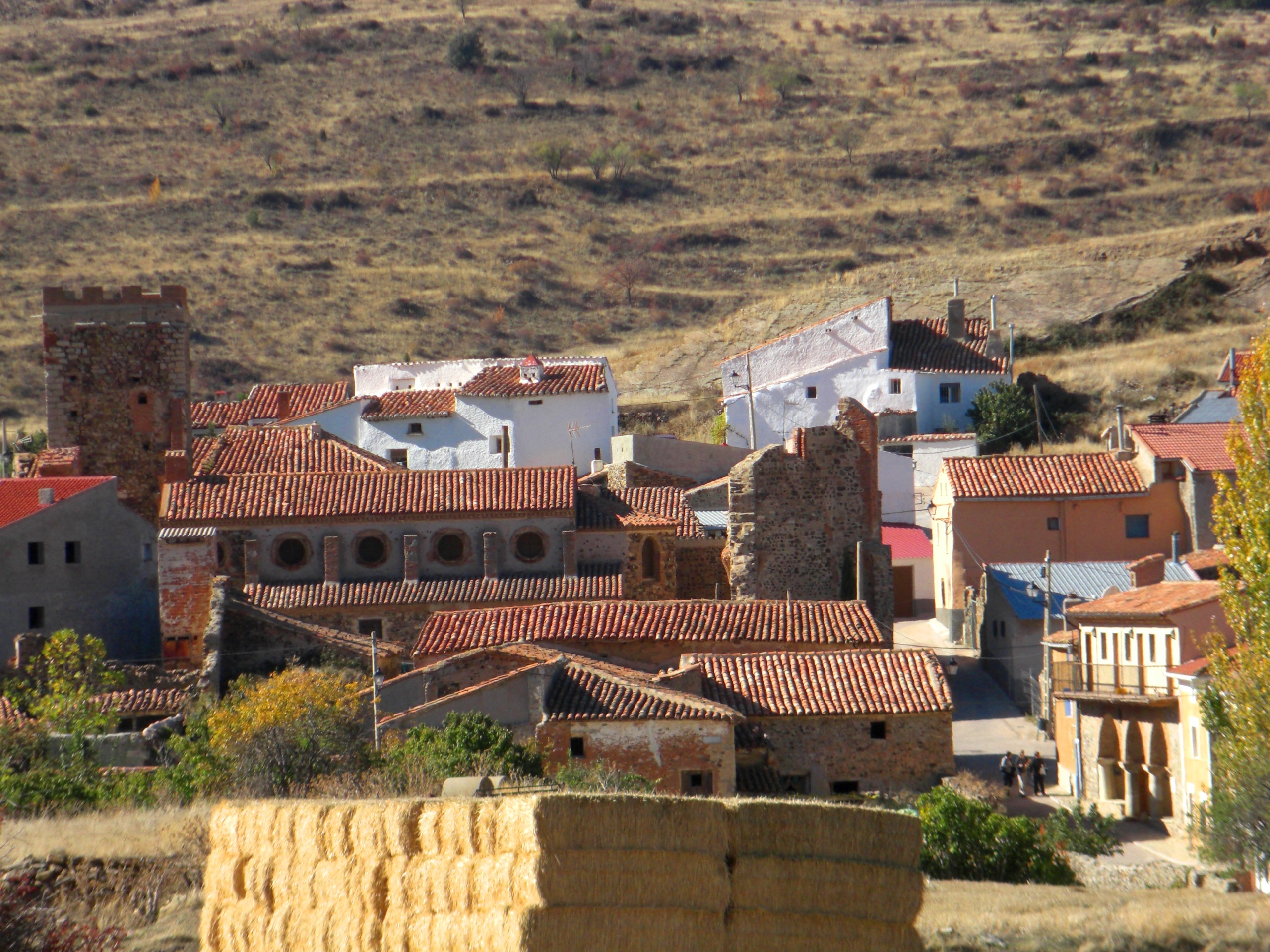
Bádenas
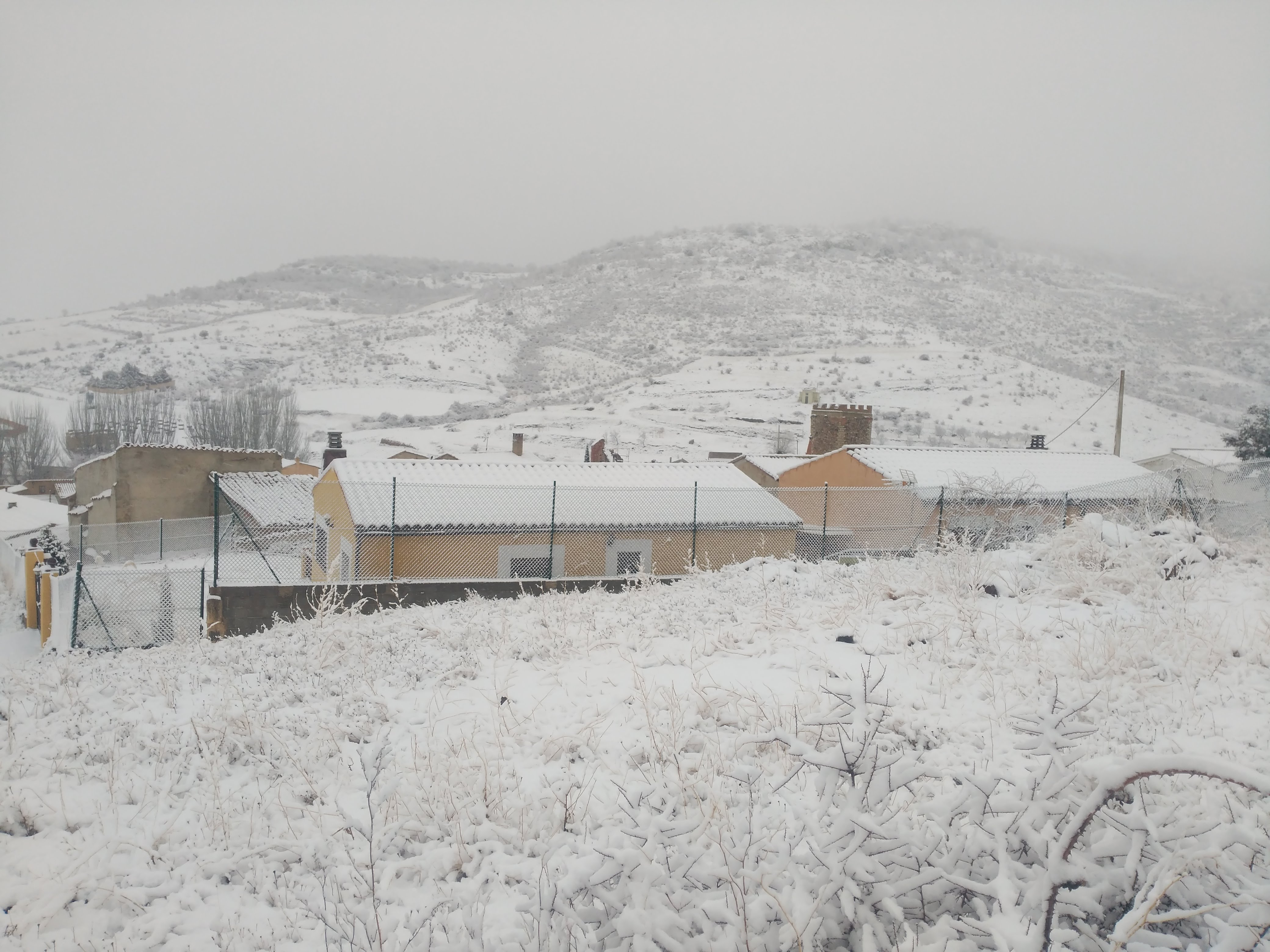
Nevada invernal

## Fiestas
- San Nicolás y San Agustín, tercer fin de semana de agosto.